# Камата Міцуо
Міцуо Камата (яп. 鎌田光夫, нар. 16 грудня 1937, Ібаракі) — японський футболіст, що грав на позиції захисника. По завершенні ігрової кар'єри — футбольний тренер.
Виступав протягом усієї кар'єри за «Фурукава Електрік», а також національну збірну Японії.

## Клубна кар'єра
Займався футболом у команді Університету Чуо.
У дорослому футболі дебютував виступами за команду «Фурукава Електрік» (нині «ДЖЕФ Юнайтед Ітіхара Тіба»), кольори якої і захищав протягом усієї своєї кар'єри гравця.

## Виступи за збірну
1958 року дебютував в офіційних матчах у складі національної збірної Японії. Протягом кар'єри у національній команді, яка тривала 12 років, провів у формі головної команди країни 44 матчі, забивши 2 голи.
У складі олімпійської збірної Японії завоював бронзові медалі літніх Олімпійських ігор у Мехіко (1968), а також був учасником домашніх ігор 1964 року.

## Кар'єра тренера
Розпочав тренерську кар'єру невдовзі по завершенні кар'єри гравця, 1976 року, очоливши тренерський штаб рідного клубу «Фурукава Електрік».
В подальшому з 1981 по 1989 рік очолював команду клубу «Дайкьо Оїл», яка з 1986 року отримала назву «Космо Оїл».

## Статистика виступів
| Сезон | Команда                       | Чемпіонат | Чемпіонат | Чемпіонат |
| Сезон | Команда                       | Ліга      | Ігор      | Голів     |
| ----- | ----------------------------- | --------- | --------- | --------- |
| 1965  | «Фурукава Електрік»           | ЯФЛ       | 14        | 2         |
| 1966  | «Фурукава Електрік»           | ЯФЛ       | 14        | 0         |
| 1967  | «Фурукава Електрік»           | ЯФЛ       | 14        | 1         |
| 1968  | «Фурукава Електрік»           | ЯФЛ       | 13        | 0         |
| 1969  | «Фурукава Електрік»           | ЯФЛ       | 14        | 1         |
| 1970  | «Фурукава Електрік»           | ЯФЛ       | 13        | 1         |
| 1971  | «Фурукава Електрік»           | ЯФЛ       | 14        | 1         |
| 1972  | «Фурукава Електрік»           | ЯФЛ1      | 7         | 0         |
| 1973  | «Фурукава Електрік»           | ЯФЛ1      | 3         | 0         |
| 1974  | «Фурукава Електрік»           | ЯФЛ1      | 0         | 0         |
|       | Усього за «Фурукаву Електрік» |           | 106       | 6         |

| Збірна Японії | Збірна Японії | Збірна Японії |
| Роки          | Ігри          | Голи          |
| ------------- | ------------- | ------------- |
| 1958          | 2             | 0             |
| 1959          | 10            | 0             |
| 1960          | 0             | 0             |
| 1961          | 7             | 1             |
| 1962          | 7             | 1             |
| 1963          | 4             | 0             |
| 1964          | 2             | 0             |
| 1965          | 3             | 0             |
| 1966          | 0             | 0             |
| 1967          | 2             | 0             |
| 1968          | 3             | 0             |
| 1969          | 4             | 0             |
| Всього        | 44            | 2             |

## Досягнення
- Бронзовий олімпійський призер: 1968
- У символічній збірній чемпіонату Японії: (3) 1967, 1968, 1969